# Мембранная клавиатура
Мембранная клавиатура (иногда называемая «плёночной») — электронная клавиатура без отдельных механических движущихся частей, выполненная в виде плоской, обычно гибкой, поверхности с нанесённым на неё рисунком клавиш. Клавиатуры этого типа отличаются очень низкой стоимостью, исключительной компактностью (толщина составляет доли миллиметра), способностью к изгибанию, высокой надёжностью и практически идеальной защищённостью от грязи и влаги. Главным недостатком является почти полное отсутствие тактильной обратной связи, что существенно затрудняет безошибочный и слепой набор. Для компенсации этого недостатка устройства с мембранной клавиатурой обычно имеют звуковое подтверждение нажатия клавиши. Кроме этого, нагрузка на мембраны не «дозируется» системой «толкатель-колпачок» (см. ниже), а определяется исключительно пальцами оператора, что ощутимо снижает ресурс мембран. Со временем, в зависимости от своего качества и внешних условий, материал верхнего слоя мембраны может потерять эластичность, что приводит к разрушению и выходу из строя клавиатуры. Этот процесс может занять до 100 лет.
В 1980-х годах мембранные клавиатуры использовались в некоторых домашних компьютерах нижнего ценового диапазона. В настоящее время они продолжают использоваться в бытовой технике (например в микроволновых печах), на пластиковую клавишу надавливает резиновый колпачок, обеспечивая тактильную обратную связь, и нажимает на мембрану.

## Принцип работы
Как показано на изображении ниже, мембранная клавиатура обычно состоит из трёх слоёв. На двух из них нанесены проводящие дорожки. Третий, изолирующий, слой является разделяющим. В местах, где располагаются клавиши, он имеет вырезы, позволяющие дорожкам верхнего и нижнего слоёв соприкасаться при нажатии. Толщина слоёв клавиатуры обычно не больше толщины бумаги или картона.
Типичные сферы применения:
- Бытовая
- Медицинское оборудование
- Музыкальное оборудование
- Оргтехника
- Телекоммуникационные системы
- Системы контроля доступа и безопасности
- Промышленные панели управления

## Компьютеры с мембранными клавиатурами
- Atari 400
- Cambridge Z88 (использует комбинированную технологию)
- Электроника БК-0010 (мембранная клавиатура использовалась в ранних версиях[источник не указан 5110 дней])
- Magnavox Odyssey², также известный как игровая консоль Philips Videopac G7000
- RCA COSMAC VIP
- Robotron Z1013
- SEGA SC-3000
- Science of Cambridge Microcomputer Kit 14 (MK14)
- Sinclair ZX80 и Timex Sinclair 1000
- Sinclair ZX81
- Synertek SYM-1